# Новые американские граффити
«Новые американские граффити» (англ. More American Graffiti) — американская кинокомедия 1979 года, режиссёра и сценариста Билла Л. Нортона. Продолжение фильма 1973 года «Американские граффити», режиссёра Джорджа Лукаса, который в этом фильме принял участие в качестве исполнительного продюсера. Премьера состоялась 3 августа 1979 года.

## Сюжет
События картины происходят в 1964—1967 годах, во время празднования Нового года, рассказывая о судьбе бывших выпускников школы. Сюжет раздроблен на небольшие фрагменты. Автогонщик Джон Милнер погиб в катастрофе. Терри Филдс и Джой Янг погибли во Вьетнаме. Стив и Лори разошлись, хотя Стив всё ещё любит её. Дебби Данэм увлеклась наркотиками. Картина стилизована под любительскую или репортажную киносъёмку.

## В ролях
- Пол Ле Мэт — Джон Милнер
- Кэнди Кларк — Дебби Данэм
- Синди Уильямс — Лори Боландер
- Рон Ховард — Стив Боландер
- Маккензи Филлипс — Кэрол «Радуга» Моррисон
- Чарльз Мартин Смит — Терри «Жаба» Филдс
- Скотт Гленн — Ньют
- Мэри Кей Плейс — Тинза
- Анна Бьорн — Ева
- Харрисон Форд — офицер Боб Фэлфа
- Вулфман Джек[англ.] — камео
- Розанна Аркетт — девушка из коммуны
- Джон Гриз — Рон
- Наоми Джадд — девушка в автобусе
- Бо Хопкинс[англ.] — Литтл Джо
- Делрой Линдо — армейский сержант
- Джеймс Хотон — Синклер
- Джон Лэнсинг — Лэнс Хэррис
- Уилл Зельцер — Энди Хендерсон
- Ричард Брэдфорд[англ.] — Мейджор Крич